# Liga Deportiva Universitaria de Portoviejo
A Liga Deportiva Universitaria de Portoviejo é um clube de futebol profissional da cidade de Portoviejo, província de Manabí, no Equador. Atualmente disputa a Série A do Campeonato Equatoriano, conquistando o acesso no dia 15 de novembro de 2008.

## Títulos

### Nacionais
- Campeonato Equatoriano da Série B: 4 vezes (1972, 1976, 1980 e 1992)